# قلعة كركوك
تقع قلعة كركوك (بالكردية: تركمانية) (بالتركية: Kerkük Kalesi) (بالتركية العثمانية: كركوك قلعەسی) في وسط مدينة كركوك في العراق، وتعتبر أقدم جزء من المدينة. تقف القلعة على تل اصطناعي بارتفاع 130 قدمًا تقع على هضبة عبر نهر الخاصة.

## تاريخ
بنى الملك سلوقس الأول نيكاتور متراسًا قويًا يضم 72 برجًا حول 72 شارعًا ومدخلين إلى القلعة. جوهرة القلعة هي ما يسمى بـ«الكنيسة الحمراء»، مع آثار الفسيفساء التي تعود إلى فترة ما قبل الفتح الإسلامي للعراق في القرن السابع. يُعتقد أن تيمور قد زار القلعة عام 1393 م خلال حملته العسكرية. تعود الجدران الحديثة إلى العهد العثماني. في التسعينيات، أعلن صدام حسين عن حملة لتجميل القلعة المسورة، لكن لم يكمل الحملة، فدمر القلعة وعوض كل من يسكن في القلعة مبلغًا ماديًا سنة 1997 م، وما زالت القلعة متدمرة دون حملة تجميل لها، ولكن لا يزال هناك عدد كبير من المواقع التاريخية والدينية الموجودة والتي لم تدمر، بما في ذلك نصب يُعتقد أنه قبر دانيال والقبة الزرقاء أو قبة بغداي خاتون وأولو جامع (الجامع الكبير).

## جوامع القلعة

### جامع النبي دانيال (كركوك)
عبارة عن مسجد شيد على قبر يعتقد البعض أنه يضم جسد النبي دانيال، ويقع المسجد ضمن قلعة كركوك، وكان مبنى الجامع هو أحد المعابد اليهودية ثم تحول إلى كنيسة مسيحية ليبنى عليها فيما بعد المسجد في العهد الإسلامي.
ويحتوي الجامع على منارة مئذنة أثرية يعود تاريخها إلى عهد الدولة العثمانية، بالإضافة إلى أقواس وأعمدة يرجع طراز بناءها إلى أواخر العصر المغولي أو بداية العصر التيموري (أي حدود القرن التاسع الهجري ـ الخامس عشر الميلادي)، ومئذنة هذا الجامع بنيت من الطابوق، وهي بمثابة نقطة استدلال تشاهد من جميع أجزاء القلعة، وفي الجامع أقواس وعقود لا تزال قائمة وجالسة على قاعدة مثمنة بجانبها المنارة، وبني الجامع على أنقاض أقواس مبنى قديم. ويحتوي المسجد على قبتين، ويبلغ مساحة المسجد 400 متر مربع، ويسع مصلى الحرم أكثر من 150 مصل، والمرقد ذو أهمية في نفوس المحيطين بهِ من أهالي مدينة كركوك، ومن أهم الشخصيات التي تولت منصب الإمامة في الجامع شاعر كركوك الشيخ سيد محمد.

### جامع العريان[بحاجة لمصدر]
يقع في منتصف القلعة، يرجع تاريخ إنشائه إلى سنة 1142 هـ، كما يستدل من قطعة الحجر المثبتة في مدخله. يتميز هذا الجامع بمحرابه المزيّن بزخارف نباتية وهندسية ملونة بألوان عديدة على شكل أزهار، بعد إزالة قسم من هذه الزخارف تبين أنها مجدّدة، حيث ظهرت تحتها زخارف نباتية، تعلوها كلمات آية قرآنية هي (وكفّلها زكريا كلّما دخل عليها زكريا المحراب) (آل عمران: 37).
أما منبر الجامع فقد بني بالجص والحجر وزخرفت جوانبه بزخرفة جصية تمثل أشكالًا هندسية منها نجوم سداسية يحيطها إطار من الرقش (التوريق).
يحتوي الجامع على قبتين مختلفتين في الحجم.

### أولو جامع[بحاجة لمصدر]
يتألف من أربعة أروقة ترتكز على دعامات تتصل الواحدة بالأخرى بمنافذ معقودة على شكل أقواس أنصاف دائرية.
زالت معظم بقايا هذا الجامع ولم يبق منه سوى بعض الأقبية ذات الأقواس المدببة وبقايا المئذنة، كان الاسم القديم لهذا الجامع يحمل اسم الأم مارية.

### حسن باكيز جامعي[بحاجة لمصدر]
عبارة عن مرتفع من الانقاض.

## الدور التراثية
في قلعة كركوك العديد من الدور التراثية ذات المواصفات النادرة إن لم تكن فريدة نوعها والتي هي نموذج للعديد من مثيلاتها، فهذه دور تتكون من ثلاث دور متداخلة الأولى ذات أعمدة مرمرية دقيقة ومداخل غرفها ونوافذها مؤطرة بالمرمر والزخارف أما الدار الثانية فتتكون من (مجاز ومضيف ومخبأ وكوشك) أما الدار الثالثة والتي تسمى (بيت العروس) فتتكون من طارمة (بلكونة) صغيرة وغرفة مستطيلة الشكل. وهذه الدور تتميز بعقودها وأقبيتها وزخارفها الجصية والهندسية ولكل دار من الدور التراثية في القلعة مميزات خاصة بها تكاد لا تجدها في الدور الأخرى.[بحاجة لمصدر]

## مدارس القلعة
كانت في القلعة عدد كبير من المدارس الابتدائية تعود تاريخ بعض منها إلى عهد العثماني وما بعده. وقديماً كانت المساجد الإسلامية تتخذ للتدريس القرآن الكريم واللغة العربية وعلوم الدين إلى جانب بعض العلوم الدنيوية. وتأسست أول مدرسة لتعليم الدين الإسلامي الحنيف في القلعة بجامع الكبير (أولو جامع) وكذلك في مقام النبي الله دانيال شيد فيه جامع ومدرسة أهلية دينية. وزادت هذه المدارس زيادة محسوسة في عهد التركمان السلاجقة وما بعدها وخاصة في زمن الدولة العثمانية حيث أخذت كركوك موقعها المشرق وأصبحت منبع نور ينير المنطقة بأجمعها نشاهد أن مدارس قد أسست في المدينة من قبل الأهالي وبالخاصة أعيان المدينة.[بحاجة لمصدر]
ومن أهم المدارس التي شيدت في القلعة في العهد العثماني الأخير هي:

### مدرسة الشاه غازي
أسسها المتصرف غازي شاه سوار سنة 1067 هـ / 1657 م في جامع الكبير (أولو جامع) في القلعة.

### مدرسة الميدان
أسسها المتصرف حسن باشا فراري في جامع حسن باكيز ثم رممت سنة 1205 هـ / 1790 م من قبل الحاج محمود آل زاده وقد انتقلت هذه العائلة التركمانية التي عرفت بالثراء وعمل الخيرات إلى بغداد وهم من العوائل التركمانية المعروفة في بغداد اليوم.
وكانت هناك مدارس أهلية خاصة أسست في القلعة من قبل الأهالي خاصة أعيان المنطقة منها:

### مدرسة حاج سليمان آغا
موقعها في محلة حمام واسم المعلم وكان السيد ملا محمد أفندي وعدد التلاميذ (12) تلميذ.

### مدرسة آل زاده
موقعها في محلة ميدان وكان اسم المعلم السيد خضر افندي وعدد التلاميذ (11) تلميذ.
جاءت ذلك في سلنامة المعارف العمومية لوزارة المعارف العثمانية لسنة 1903. ص 682 وفي عهد الحكومة العراقية تأسست في قلعة كركوك الأثرية عدد من المدارس النظامية وبإشراف وزارة المعارف العراقية.

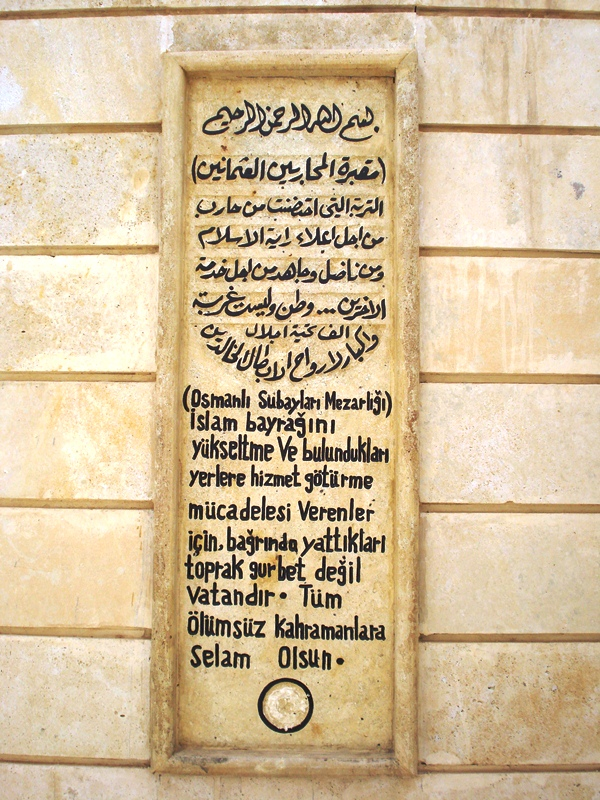
جدارية تخلد شهداء الدولة العثمانية العلية في الحرب العالمية الأولى

## معرض الصور

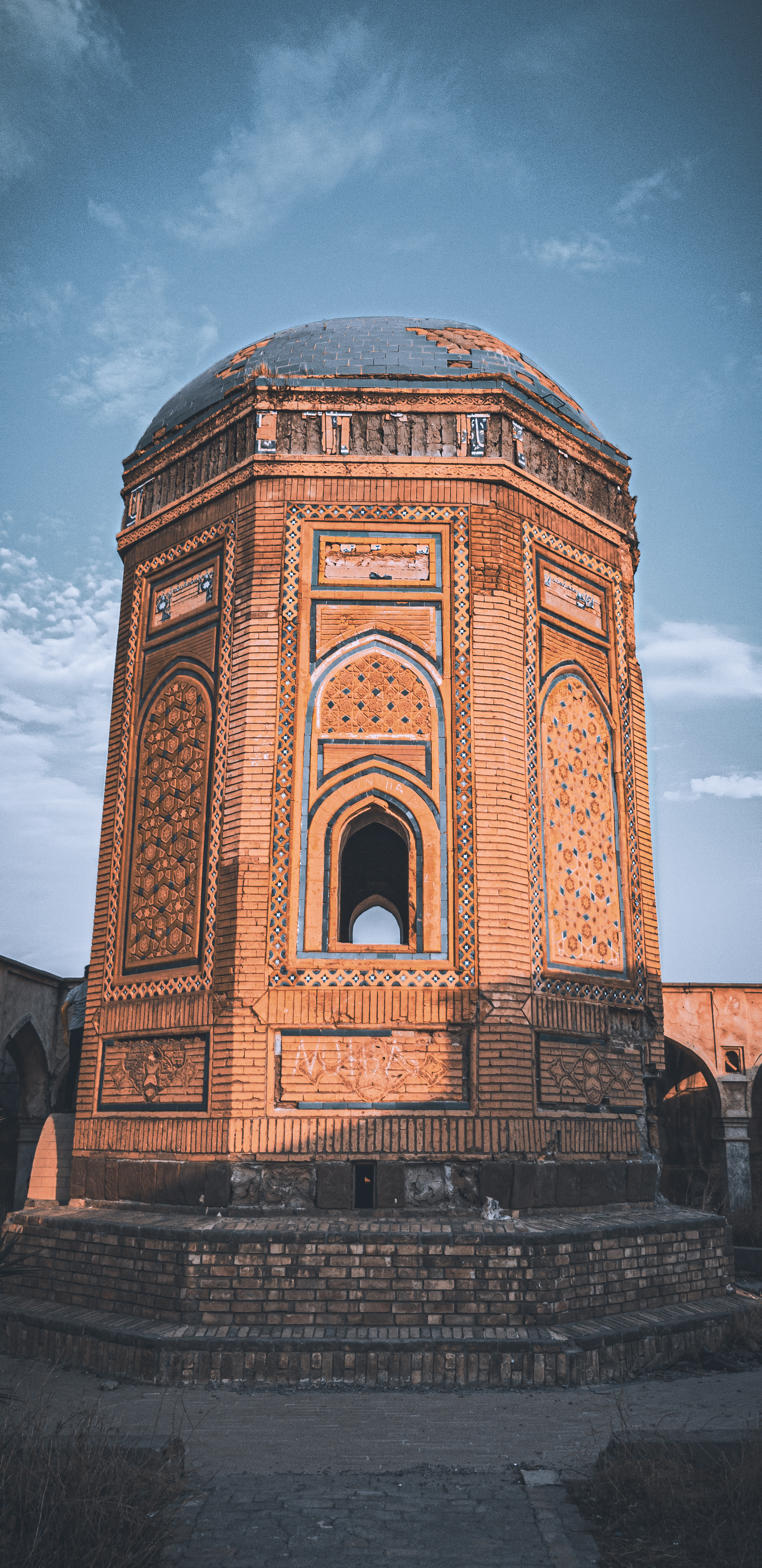
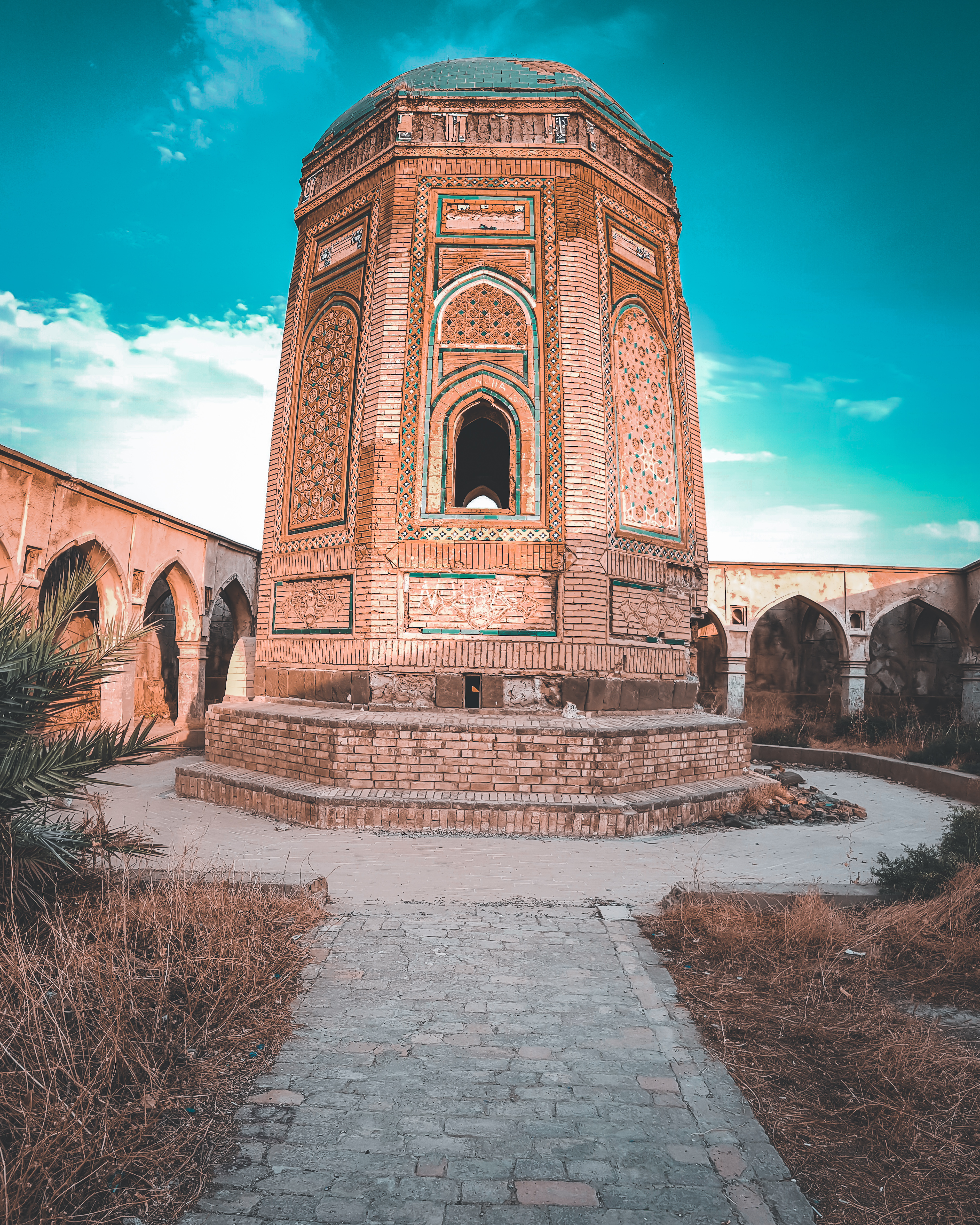
القبة الزرقاء